# Lizzie
Lizzie es una película estadounidense biográfica de suspenso dirigida por Craig William Macneill y escrita por Bryce Kass. La película está basada en la historia real de Lizzie Borden, quién fue acusada y absuelta por los asesinatos de su padre y su madrastra en Fall River, Massachusetts, en 1892. La película es protagonizada por Chloë Sevigny, Kristen Stewart, Jay Huguley, Jamey Sheridan, Fiona Shaw, Kim Dickens, Denis O'Hare, y Jeff Perry.
La película tuvo su premier mundial en el Festival de Cine de Sundance el 19 de enero de 2018. Fue estrenada el 14 de septiembre de 2018, por Saban Films y Roadside Attractions.

## Reparto
- Chloë Sevigny como Lizzie Borden.
- Kristen Stewart como Bridget Sullivan.
- Jay Huguley como William Henry Moody.
- Fiona Shaw como Abby Borden.
- Jamey Sheridan como Andrew Borden.
- Kim Dickens como Emma Borden.
- Denis O'Hare como John Morse.
- Jeff Perry como Andrew Jennings.

## Producción
El 28 de octubre de 2015, se anunció que Chloë Sevigny y Kristen Stewart habían sido contratados para una película todavía sin título acerca de Lizzie Borden, con Pieter Van Hees dirigiéndola desde un guion de Bryce Kass. Sevigny, fue seleccionada para interpretar a Borden, y Stewart para Bridget Sullivan. El productor de la película, sería Naomi Despres, con Playtone produciendo ejecutivamente. El 12 de mayo de 2016, Craig William Macneill se unió para dirigir la película.
El 10 de noviembre de 2016, Jay Huguley , fue contratado para interpretar a William Henry Moody, el fiscal en el caso. Elizabeth Destro se unió como productora de la película a través de Destro Films, junto con Despres a través de Artina Films, y Sevigny con Josh Bachove co-produciendola, la película sería financiada por Elizabeth Stillwell y Roxanne Anderson a través de Powder Hound Pictures y los Ingenious Media. Fiona Shaw, Jamey Sheridan, Kim Dickens, Denis O'Hare, y Jeff Perry también se incorporaron a la película.
La fotografía principal de la película comenzó el 14 de noviembre de 2016, en Savannah, Georgia, y se completó el 16 de diciembre de 2016.

## Estreno
La película tuvo su premier mundial en el Festival de Cine de Sundance el 19 de enero de 2018. Saban Films, en asociación con Ingenious Media, adquirió los derechos de distribución en Norteamérica, planeando lanzar la película en verano de 2018. Fue estrenada el 14 de septiembre de 2018.